# 永和站 (日本)
永和站（日语：／ Eiwa eki */?）是一個位於日本愛知縣愛西市大野町鄉西，屬於東海旅客鐵道（JR東海）關西本線的鐵路車站。車站編號為CJ04。

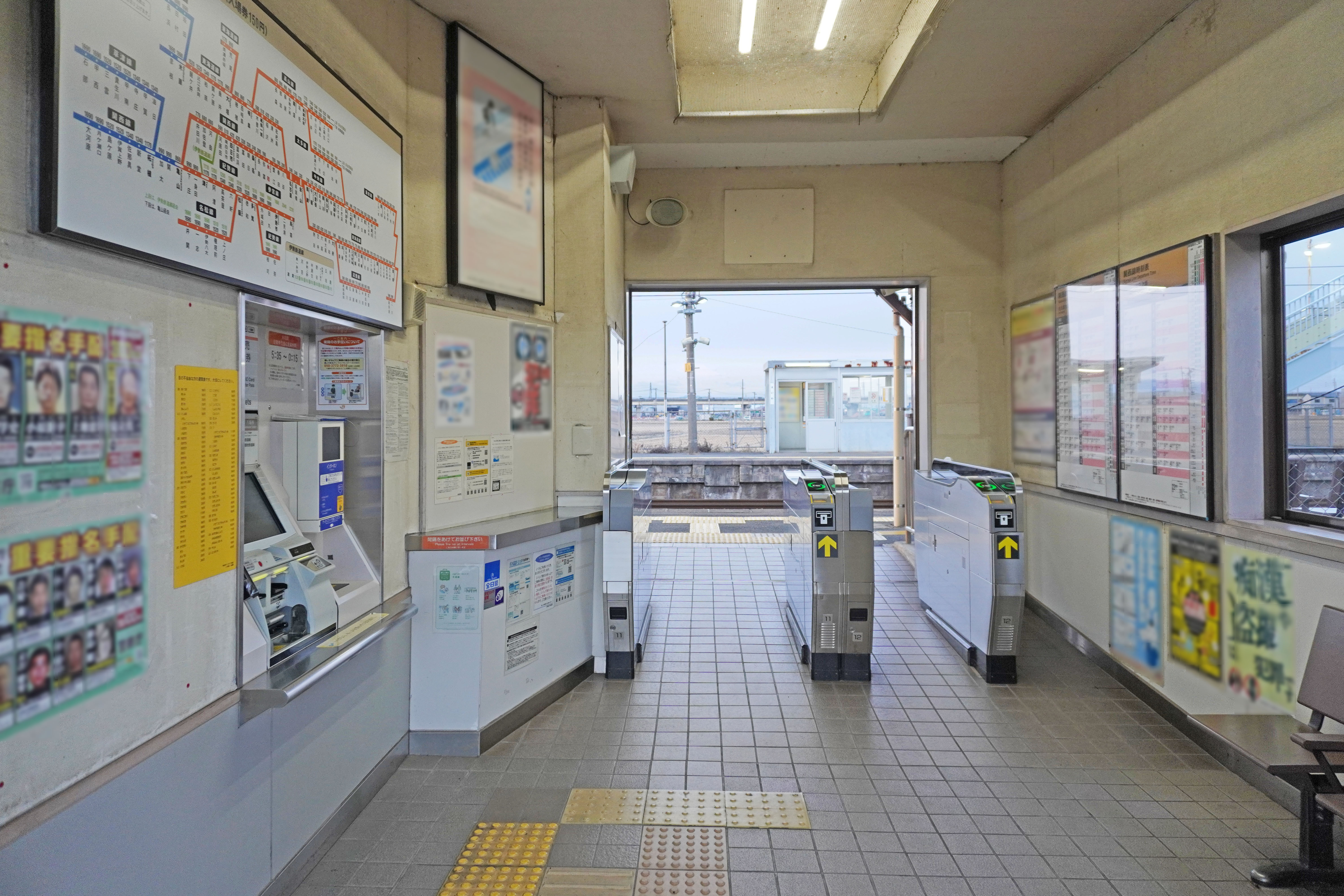
驗票口（2023年1月）

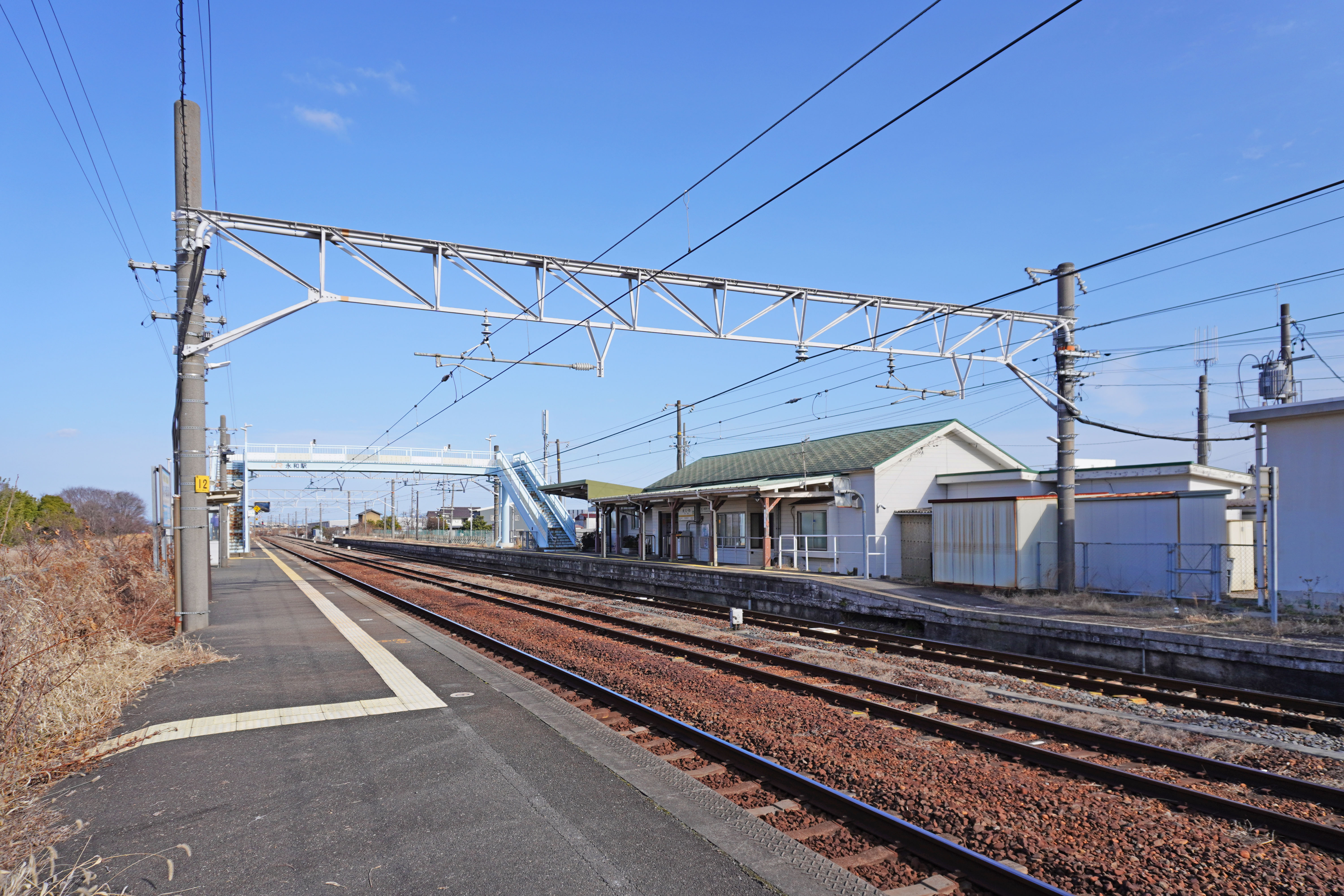
月台（2023年1月）

## 車站構造
本站為對向式月台2面2線可交會的地面車站。

### 月台配置
| 月台 | 路線     | 方向 | 目的地           | 備註                |
| ---- | -------- | ---- | ---------------- | ------------------- |
| 1    | 關西本線 | 下行 | 四日市、松阪方向 | 一部分於2號月台開出 |
| 2    | 關西本線 | 上行 | 名古屋方向       |                     |

## 相鄰車站
東海旅客鐵道（JR東海）
 關西本線
■快速「三重」、■快速、■區間快速
通過
■普通
蟹江（CJ03）－永和（CJ04）－（白鳥信號場）－彌富（CJ05）

### 來源
1. 1 2